# Louis Rapkine
Louis Rapkine (Tchichenitch, 14 luglio 1904 – Parigi, 13 dicembre 1948) è stato un biologo francese, specializzato in embriologia ed enzimologia, conosciuto per il suo lavoro di salvataggio della comunità scientifica francese durante la seconda guerra mondiale, assistito dalla fondazione Rockfeller.